# گمینا وینتسبورک
گمینا وینتسبورک (به لهستانی:  Gmina Więcbork) یک گمینا در لهستان است که در شهرستان شمپولنو واقع شده‌است. گمینا وینتسبورک ۲۳۵٫۷۱ کیلومتر مربع مساحت و ۱۳٬۰۲۸ نفر جمعیت دارد.